# Evelina Pereira
Evelina Pereira , (11 de maio de 1978) é uma actriz e modelo portuguesa.

## Biografia
Evelina Pereira, nasceu a 11 de maio de 1978, na cidade do Porto, e estreou-se no mundo da moda com 16 anos. Altura em que foi contratada pela agência Central Models. Evelina teve então de optar entre o Conservatório de Música do Porto, onde teve formação em canto, violino e piano. Escolheu a moda e tornou-se numa das Top Models mais requisitadas em Portugal, marcando a sua presença em eventos tanto a nível nacional como internacional. Em 1999 participou no primeiro Portugal Fashion Internacional, em São Paulo, Brasil, e, em 2001, na terceira edição deste certame em Nova Iorque. Esteve também presente, no Morumbi Fashion, o evento de moda mais relevante do Brasil, e em outros certames de moda na América do Norte, América Latina e na Europa. Entre as agências a que esteve associada encontramos  a Central Models e a Best Models em Portugal a agência Marilyn no Brasil, Ace Models Management na Grécia, o Group Model Agency na Espanha, ID Models em Nova Iorque e a Fashion em Itália.
Evelina tem igualmente interesses noutras áreas, o que a levou a manter os seus estudos de Gestão de Marketing, no Porto. Em 1999, integrou a banda feminina Antilook, juntamente com manequins como Rute Marques e Luísa Beirão, todavia o inovador projecto teve uma curta duração. 
No início de 2001, apresentou a festa de final de um curso de formação de manequins que teve ao seu cargo, chamado Top Model Formação, uma iniciativa que conheceu bastante sucesso. 
Presentemente  Evelina Pereira mudou-se para Los Angeles, disposta a apostar numa carreira de actriz. 
Como atriz, participou na mini-série da TVI Destino Imortal, onde interpretou a vampira Valentina, bem como no filme "Contraluz" de Fernando Fragata. Nos EUA, Evelina participou em várias séries americanas e fez parte do elenco do filme, Friends with benefits, com Justin Timberlake.

## Filmografia
- O Fascínio (2003)